# فلوریدا (اوهایو)
فلوریدا (به انگلیسی: Florida) یک منطقهٔ مسکونی در ایالات متحده آمریکا است که در شهرستان هنری، اوهایو واقع شده‌است. فلوریدا ۰٫۵۸ کیلومتر مربع مساحت و  تا سال ۲۰۲۰ ، ۲۳۲ نفر جمعیت دارد و ۲۰۵ متر بالاتر از سطح دریا واقع شده‌است.